# Tone Razinger
Tone Razinger, slovenski smučarski tekač, * 13. junij 1921, Jesenice, † 6. december 2006.
Razinger je bil član reprezentance SFRJ na Zimskih olimpijskih igrah 1948. Nastopil je v ekipnem smučarskem teku na 10 km (4x10 km), kjer je ekipa dosegla 9. mesto. Poleg tega je nastopil tudi v teku na 18 km, kjer je osvojil 51. mesto. Na istih igrah je tekmoval tudi v nordijski kombinaciji, kjer je osvojil skupno 24. mesto (23. mesto v teku ter 33. mesto v skokih)